# 오마가리시
오마가리시(일본어: 大曲市)는 아키타현에 있었던 시이다.
1954년 3월 3일 센보쿠군 오마가리촌·하나다테촌·우치코토모촌·오카와니시네촌·후지키촌·요쓰야촌을 합병해 오마가리시가 되었다. 2005년 3월 22일에 오마가리 시는 센보쿠군 가미오카 정, 니시센보쿠 정, 나카센 정, 교와 정, 센보쿠 정, 오타 정, 난가이 촌과 합병해 다이센시로 개편됐다.

## 역사
- 1889년 4월 1일 : 정촌제 시행과 함께 오마가리촌, 하나다테촌, 우치오토모촌, 오카와니시네촌, 후지키촌, 요쓰야촌, 히라카군 가쿠마가와촌이 성립하였다.
- 1891년 7월 9일 : 가쿠마가와정으로 승격하였다.
- 1954년 5월 3일 : 오마가리촌·하나다테촌·우치코토모촌·오카와니시네촌·후지키촌·요쓰야촌이 편입해 오마가리시가 되었다.
- 1955년 4월 1일 : 가쿠마가와정을 편입하였다.
- 2005년 3월 22일 : 센보쿠군 가미오카정, 니시센보쿠정, 나카센정, 교와정, 난가이촌, 센보쿠정, 오타정과 합병해 다이센시가 성립하여 폐지하였다. 다이센시 오마가리가 되었다.

## 교통

### 철도
- 동일본 여객철도
  - 아키타 신칸센:오마가리역
  - 오우 본선:오마가리역
  - 다자와코선

### 도로
- 일반국도
  - 국도 13호
  - 국도 105호
- 고속 자동차 국도
  - 아키타 자동차도 : 오마가리 IC

## 같이 보기
- 가쿠마가와정